# Суб Деал (Валча)
Суб Деал (рум. Sub Deal) насеље је у Румунији у округу Валча у општини Отешани. Oпштина се налази на надморској висини од 495 m.

## Становништво
Према подацима из 2002. године у насељу је живело 77 становника, од којих су сви румунске националности.